# Fonte battesimale del battistero di Siena

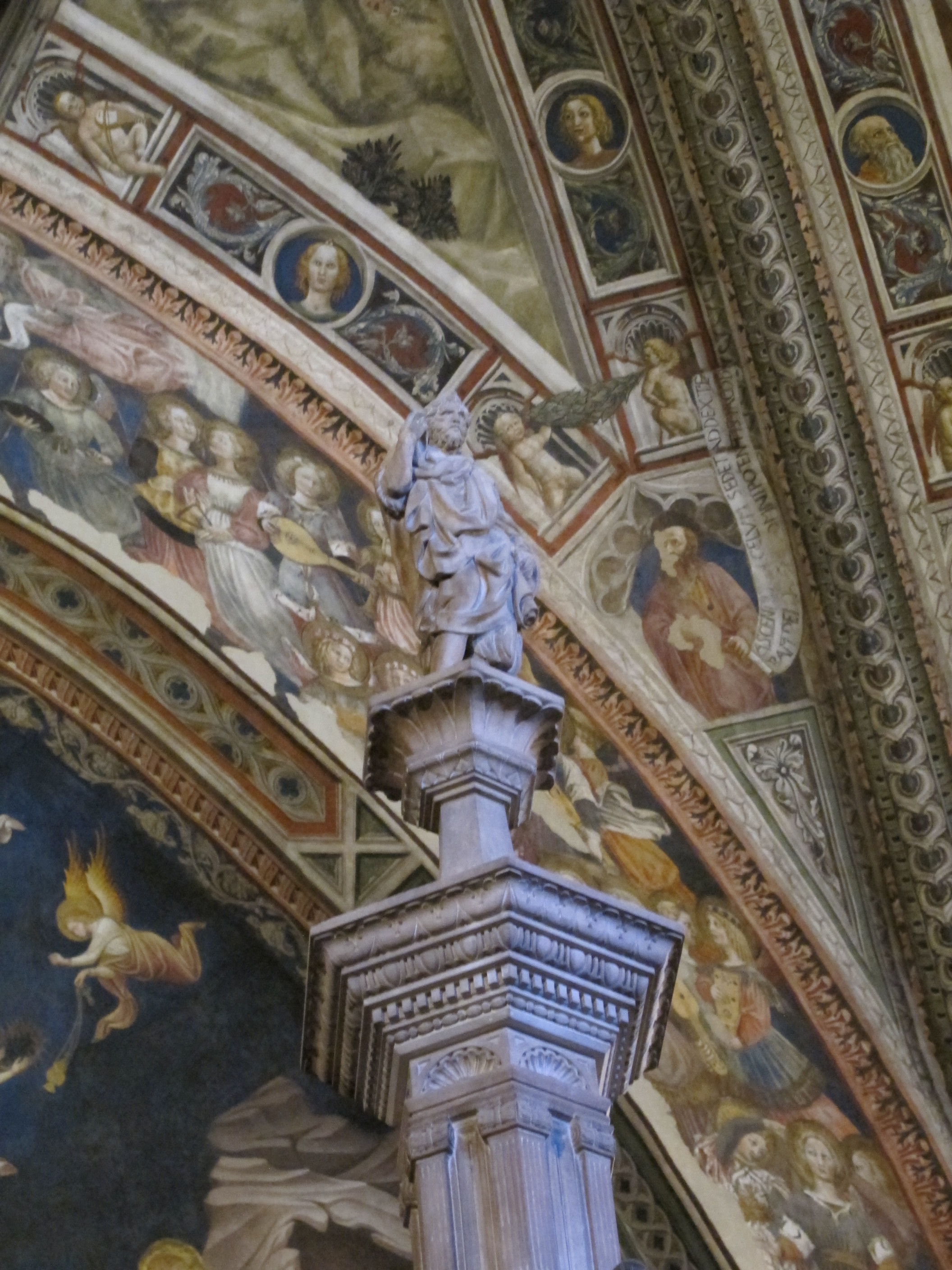
Il San Giovanni Battista di Jacopo della Quercia

Il fonte battesimale del battistero di Siena è un'opera scultorea di vari artisti, realizzata tra il 1417 e il 1430. Vi lavorarono, tra gli altri, Jacopo della Quercia, Donatello, Lorenzo Ghiberti e Giovanni di Turino, in un insieme scultoreo di grande pregio, tappa fondamentale nel passaggio dalla scultura gotica a quella rinascimentale.

## Storia
La decisione di spostare il fonte battesimale dall'interno del Duomo a un nuovo edificio nacque alla fine del Trecento, quando per ampliare l'abside si rese necessaria la costruzione di contrafforti sul lato posteriore, a causa del ripido dislivello. Ciò comportò la creazione di ambienti al di sotto del Duomo, in cui venne deciso di creare un battistero.
La costruzione del fonte vero e proprio prese il via nel 1417, sotto il disegno di Jacopo della Quercia e l'esecuzione di Pietro di Tommaso del Minella, Bastiano di Corso e Nanni da Lucca. Per i rilievi si ricorse a maestri senesi e anche a due rinomati artisti fiorentini, Donatello e Ghiberti, che si occuparono di alcune decorazioni bronzee spedite direttamente da Firenze. Una ricca documentazione ripercorre le fasi della decorazione del fonte, con la continua sorveglianza degli Operai del Duomo, i loro solleciti agli artisti e la ricerca di un'unità stilistica, alla fine ottenuta nonostante le diverse mani.

## Descrizione
Il fonte è composto da una vasca a forma esagonale, sui cui lati sono poste formelle bronzee dorate con le Storie del Battista, intervallate agli angoli dalle rappresentazioni delle Virtù entro nicchie. Un pilastro al centro regge un ciborio scolpito su cinque lati da rilievi di Profeti di Jacopo della Quercia (sul sesto si trova lo sportello fatto di bronzo dorato e smalti con la Madonna col Bambino di Giovanni di Turino) e sormontato da quattro putti bronzei (su un totale di sei previsti) e dalla statua marmorea di San Giovanni Battista, pure di Jacopo.
Le Storie del Battista vanno lette a partire dal lato rivolto all'altare, procedendo verso destra. Si incontrano così:
| IMG     | Titolo                                 | Autore                            | Data                             |
| ------- | -------------------------------------- | --------------------------------- | -------------------------------- |
|         | Annuncio a Zaccaria                    | Jacopo della Quercia              | modellato nel 1417 fuso nel 1430 |
|         | Giustizia                              | Giovanni di Turino                | 1424                             |
|         | Rilievo Ciborio: Madonna col Bambino   | Giovanni di Turino                |                                  |
| Perduto | Putto                                  | Giovanni di Turino                |                                  |
|         | Nascita del Battista                   | Turino di Sano Giovanni di Turino | 1427                             |
|         | Carità                                 | Giovanni di Turino                | 1424                             |
|         | Rilievo Ciborio: Profeta               | Jacopo della Quercia              |                                  |
|         | Putto danzante                         | Giovanni di Turino                |                                  |
|         | Predica del Battista                   | Giovanni di Turino                | 1427                             |
|         | Prudenza                               | Giovanni di Turino                | 1427                             |
|         | Rilievo Ciborio: Profeta               | Jacopo della Quercia              |                                  |
|         | Putto con palla                        | Giovanni di Turino                |                                  |
|         | Battesimo di Cristo                    | Lorenzo Ghiberti                  | 1427                             |
|         | Fede                                   | Donatello                         | 1427-1429                        |
|         | Rilievo Ciborio: Profeta               | Jacopo della Quercia              |                                  |
|         | Putto danzante                         | Donatello                         |                                  |
|         | Cattura del Battista                   | Lorenzo Ghiberti                  | 1427                             |
|         | Speranza                               | Donatello                         | 1428                             |
|         | Rilievo Ciborio: Mosè                  | Jacopo della Quercia              |                                  |
|         | Putto con tromba                       | Donatello                         |                                  |
|         | Banchetto di Erode                     | Donatello                         | 1427                             |
|         | Fortezza                               | Goro di Neroccio                  | 1428                             |
|         | Rilievo Ciborio: Profeta               | Jacopo della Quercia              |                                  |
|         | Putto con tamburello (nel Bode-Museum) | Donatello                         |                                  |

I quattro putti bronzei sulla sommità, mostrano angioletti danzanti e musicanti. Guardando verso l'altare, quelli di sinistra sono di Giovanni di Turino e quelli di destra di Donatello (1424). Un quinto Putto con tamburello di Donatello è oggi al Bode-Museum di Berlino; un sesto Putto danzante, attribuito a Donatello, è forse un'opera scartata per la serie o una prova, e si trova oggi nel Museo del Bargello.